# Eventi (grattacielo)
Eventi è un grattacielo di New York.

## Descrizione
Costruito tra il 2006 e il 2010 l'edificio è alto 187 metri e con 46 piani. A oggi è il novantanovesimo edificio più alto della città.